# Минжасар
Минжасар (каз. Мынжасар) — озеро в Фёдоровском районе Костанайской области Казахстана. Находится на западе с. Успеновка.
По данным топографической съёмки 1943 года, площадь поверхности озера составляет 3,44 км². Наибольшая длина озера — 2,3 км, наибольшая ширина — 2 км. Длина береговой линии составляет 7,3 км, развитие береговой линии — 1,1. Озеро расположено на высоте 183,9 м над уровнем моря.